# Equipo de Copa Davis de Estonia
El Equipo de Copa Davis de Estonia es el representativo de ese país en la máxima competición internacional masculina de tenis por países. Su organización depende la Asociación de Tenis de Estonia.

## Historia
Estonia debutó en la edición 1935. Entre 1945 y 1992, los jugadores estonios jugaron bajo la bandera de la Unión Soviética.

### Cronología (a partir de 1993)[2]
- 1993 Zona Europa/África, Grupo III
- 1994–1995 Zona Europa/África, Grupo II
- 1996–1999 Zona Europa/África, Grupo III
- 2000–2001 Zona Europa/África, Grupo II
- 2002–2004 Zona Europa/África, Grupo III
- 2005 Zona Europa/África, Grupo II
- 2006 Zona Europa/África, Grupo III
- 2007 Zona Europa/África, Grupo II
- 2008–2009 Zona Europa/África, Grupo III
- 2010–2013 Zona Europa/África, Grupo II
- 2014–2016 Zona Europa/África, Grupo III
- 2017–2018 Zona Europa/África, Grupo II
- 2019 Zona Europa, Grupo III
- 2020 Play-offs Grupo Mundial II & Grupo Mundial II
- 2022 Play-offs Grupo Mundial II & Grupo Mundial II
- 2023 Play-offs Grupo Mundial II & Zona Europea, Grupo III
- 2024 Play-offs Grupo Mundial II & Grupo Mundial II

## Última convocatoria (2025)[3]
- Mark Lajal
- Daniel Glinka
- Oliver Ojakäär
- Markus Mölder
- Johannes Seeman